# Чибнелл, Крис
Крис Чибнелл (англ. Chris Chibnall; род. 1970, Ланкашир, Англия, Великобритания) — британский телевизионный сценарист и продюсер. Наиболее известен своей работой над научно-фантастическим сериалом «Торчвуд» и детективным сериалом «Убийство на пляже». 22 января 2016 года стало известно, что он заменит Стивена Моффата на должности шоураннера культового научно-фантастического сериала «Доктор Кто» начиная с 2018 года.

## Биография
Крис Чибнелл родился в 1970 году в графстве Ланкашир, Англия, вырос в городе Формби в графстве Мерсисайд. Он изучал драматическое искусство в Университете святой Марии в Туикенеме, получил степень магистра искусств со специализацией на театральном и кинематографическом искусстве в Шеффилдском университете.
В начале своей карьеры работал футбольным архивариусом и студийным менеджером в Sky Sports, после чего работал администратором в разных театральных компаниях. С 1996 по 1999 год работал администратором в экспериментальном театре компании «Complicite», где познакомился со своей женой Мэдлин (англ. Madeline).

## Карьера

### Театр
Первая короткая пьеса Чибнелла была поставлена в рамках фестиваля в 1988 году, режиссировал Лоуренс Тилл. Во время учёбы в колледже Чибнелл написал две пьесы — «Жертвы» (англ. Victims) и «Теперь мы свободны» (англ. Now We Are Free), которые были исполнены на Эдинбургском фестивале «Фриндж», режиссёр — Эдвард Льюис. В 1998 году он работал сценаристом в «GRiP Theatre Company», где написал три пьесы стандартной длины, среди которых «Самое лучшее удивление» (англ. Best Daze) и «Старик!» (англ. Gaffer!), а также несколько коротких пьес. В 2004 году пьеса «Старик!» была снова поставлена в Саутваркском театре.
В 1999 году Чибнелл работал в Королевском национальном театре, а 2000 — в Театре Сохо, где он написал пьесу «Поцелуй меня с чувством» (англ. Kiss Me Like You Mean It). В пьесе сыграла Кэтрин Маккормак. Пьеса была номинирована на премию Мейера-Уитворта, её ставили по всему миру, в том числе она три месяца успешно шла в Париже в 2004 году.

### Телевидение
Первой работой Чибнелла для телевидения был успешный монолог «Stormin' Norman» для ITV, который произнёс Джеймс Болам.
В 2001 году Чибнелл вместе с Найджелом МакКрири создал драматический телесериал «Коренной житель». Сериал транслировался на канале BBC One с 2002 по 2005 год. Чибнелл был главным сценаристом и продюсером проекта, написав 17 из 36 эпизодов сериала.
Чибнелл написал сценарий для двух эпизодов сериала «Жизнь на Марсе» в 2006 и 2007 году.
В течение 2005 года Чибнелл был занят разработкой нового фэнтезийного сериала о мифическом волшебнике Мерлине для субботней трансляции на BBC One в утреннее время, но, несмотря на то, что уже было написано несколько сценариев, было решено не заканчивать проект. Тем не менее, позже был запущен телесериал «Мерлин» (2008—2012), но уже без участия Чибнелла.
В 2007 году Дик Вульф и Kudos Film and Television выбрали Чибнелла на должность шоураннера новой процедуральной драмы «Закон и порядок: Лондон», ремейка американского сериала «Закон и порядок». Он написал 6 из 13 серий первого сезона на основе сценариев оригинального сериала. Канал ITV заказал второй сезон, но Чибнелл принял решение покинуть сериал, чтобы сосредоточиться на других проектах.
Чибнелл также был шоураннером телесериала «Камелот» сети Starz, который вышел в апреле 2011 года. Сериал не был продлён на второй сезон, хотя Чибнелл сказал, что в любом случае покинул бы шоу из-за других проектов.
В декабре 2013 года он написал сценарий двухсерийной драмы «Великое ограбление поезда», которая рассказывает историю Великого ограбления поезда, произошедшего 8 августа 1963 года. По чистой случайности, первая часть фильма вышла в эфир в день смерти одного из грабителей поезда Ронни Биггса.
Драматический телесериал Чибнелла «Убийство на пляже» получил восторженные отзывы критиков. Финал первого сезона смотрели почти 9 миллионов человек. Благодаря популярности сериала, он был продлён на второй и третий сезон. В 2014 году на канале Fox вышел американский ремейк сериала под названием «Грейспойнт», Чибнелл также выступил исполнительным продюсером и написал сценарий первой серии.

#### Доктор Кто
Чибнелл — давний фанат «Доктора Кто». Он появился на телепередаче BBC «Open Air» в 1986 году как представитель Общества ценителей «Доктора Кто», критикуя качество сериала того времени.
В 2005 году Чибнелл был назначен главным сценаристом и сопродюсером научно-фантастической драмы «Торчвуд». Сериал является спин-оффом «Доктора Кто», премьера состоялась в октябре 2006 года на телеканале BBC Three. На то время сериал стал рекордным по размеру аудитории для неспортивной передачи цифрового канала в Великобритании. «Торчвуд» получил несколько наград и номинаций. В США телесериал транслировался на каналах BBC America и HDNet, получив положительные отзывы критиков. Чибнелл написал 8 эпизодов сериала, включая финальные серии первых двух сезонов и первую серию второго сезона.
В 2007 году, во время работы на «Торчвудом», Чибнелл написал сценарий эпизода «42» третьего сезона «Доктора Кто».
Он вернулся к работе над «Доктором Кто» в 2010 году и написал сценарии для двух эпизодов — «Голодная Земля» и «Холодная кровь». Чибнелл также написал 2 и 4 серию 7 сезона — «Динозавры на космическом корабле» и «Сила трёх». Кроме того, он написал пять специальных мини-выпусков «Жизнь Пондов». Позже он написал сценарий для короткометражки «Постскриптум (Доктор Кто)», которая так и не была снята, но была выпущена онлайн в виде раскадровки рисунков.
В январе 2016 года компания «BBC» объявила, что Чибнелл заменит Стивена Моффата на позиции шоураннера «Доктора Кто» в 2018 году, начиная с 11 сезона. Исполнительным продюсером вместе с Чибнеллом стал Мэтт Стивенс (англ. Matt Strevens), который продюсировал «Приключение в пространстве и времени». После объявления о том, что Тринадцатого Доктора будет играть Джоди Уиттакер, в июле 2017 года, Чибнелл сказал, что очень рад этому и всегда хотел, чтобы новым Доктором стала женщина.
Чибнелл написал сценарий последних моментов эпизода «Дважды во времени», чтобы он мог написать первые слова Уиттакер в сериале. То же самое произошло в специальном эпизоде «Конец времени», когда Моффат заменил Расселла Ти Дейвиса в финальных моментах серии, чтобы написать первые слова Мэтта Смита в роли Одиннадцатого Доктора.

## Сценарист
| Год         | Название                  | Оригинальное название   | Эпизоды | Канал                    |
| ----------- | ------------------------- | ----------------------- | --- | ------------------------ |
| 2002 — 2005 | Коренной житель           | Born and Bred           | 25 эпизодов | BBC One                  |
| 2005        | Всё о Джордже             | All About George        | «Эпизод 1.5» |                          |
| 2006—2007   | Жизнь на Марсе            | Life on Mars            | - «Эпизод 1.7» - «Эпизод 2.2» | BBC One                  |
| 2006—2008   | Торчвуд                   | Torchwood               | - «День первый» - «Киберженщина» - «Сельская местность» - «Конец дней» - «Чмок-Чмок, Пиф-Паф» - «По течению» - «Фрагменты» - «Сквозные ранения» | BBC Two / BBC Three      |
| 2007—н. в.  | Доктор Кто                | Doctor Who              | - «42» (2007) - «Голодная Земля» / «Холодная кровь» (2010) - «Жизнь Пондов» (2012) - «Динозавры на космическом корабле» (2012) - «Сила трёх» (2012) - «Постскриптум» (2012) - «Женщина, которая упала на Землю» (2018) - «Призрачный памятник» (2018) - «Арахниды в Великобритании» (2018) - «Головоломка Цуранга» (2018) - «Битва на Ранскур Ав Колосе» (2018) - «Решение» (2019) - «Спайфолл» (2020) - «Беглец джудунов» (с Винеем Пателем) (2020) - «Праксей» (с Питом Мактаем) (2020) - «Вы меня слышите?» (с Шарлин Джеймс) (2020) - «Вознесение киберлюдей» (2020) - «Вечные дети» (2020) - «Революция далеков» (2021) | BBC One / BBC Red Button |
| 2008        | Призраки: Код 9           | Spooks: Code 9          | «A New Age» | BBC Three                |
| 2009        | Закон и порядок: Лондон   | Law & Order: UK         | - «Care» - «Vice» - «Unsafe» - «Paradise» - «Samaritan» - «Honour Bond» | ITV                      |
| 2011        | Юнайтед                   | United                  | телефильм | BBC Two / BBC HD         |
| 2011        | Камелот                   | Camelot                 | - «Возвращение домой» - «Меч и корона» - «Гвиневра» - «Владычица Озера» - «Три путешествия» - «Игрейна» - «Битва в перевале Бардона» - «Расплата» | Channel 4 / Starz        |
| 2013        | Великое ограбление поезда | The Great Train Robbery | - «История грабителя» - «Рассказ сыщика» | BBC One / BBC One HD     |
| 2013—2017   | Убийство на пляже         | Broadchurch             | 24 эпизода | ITV                      |
| 2014        | Грейспойнт                | Gracepoint              | «Эпизод 1» | Fox                      |

## Награды и номинации
| Год  | Награда                                   | Категория                                   | Название сериала            | Результат |
| ---- | ----------------------------------------- | ------------------------------------------- | --------------------------- | --------- |
| 2007 | Премия Гильдии сценаристов Великобритании | «Мыльная опера / Сериал»                    | «Жизнь на Марсе»            | Номинация |
| 2007 | Премия Гильдии сценаристов Великобритании | «Мыльная опера / Сериал»                    | «Доктор Кто»                | Победа    |
| 2010 | Премия Гильдии сценаристов Великобритании | «Драматический телесериал»                  | «Доктор Кто»                | Номинация |
| 2011 | Награда Европы                            | «Телевизионный художественный фильм»        | «Юнайтед»                   | Номинация |
| 2012 | Королевское телевизионное общество        | «Лучшая драма»                              | «Юнайтед»                   | Номинация |
| 2012 | Премия журнала «SFX»                      | «Лучший новый телесериал»                   | «Камелот»                   | Номинация |
| 2013 | Премия Гильдии сценаристов Великобритании | «Лучший драматический телесериал»           | «Убийство на пляже»         | Номинация |
| 2014 | Премия Гильдии сценаристов Великобритании | «Лучшая телевизионная драма короткой формы» | «Великое ограбление поезда» | Номинация |
| 2014 | Королевское телевизионное общество        | «Лучший сценарист — драма»                  | «Убийство на пляже»         | Номинация |
| 2014 | Премия Гильдии прессы вещания             | «Сценарист»                                 | «Убийство на пляже»         | Победа    |
| 2015 | FIPA                                      |                                             | «Убийство на пляже»         | Победа    |